# Henri Busignies
 Henri Busignies est un ingénieur français né à Sceaux le 29 décembre 1905  et décédé à Antibes le 19 juin 1981. Il s'est particulièrement illustré dans le développement de la radiogoniométrie qui donna naissance au Huff-Duff, qui permit de détecter les sous-marins allemands pendant la Seconde Guerre mondiale.
Busignies a fait toute sa carrière dans le cadre du groupe multinational ITT, d'abord à Paris, au sein de la filiale française Le Matériel Téléphonique puis, à partir de 1940, aux États-Unis où il devint président des ITT Laboratories en 1955 et  Senior Vice President d'ITT en 1960. Il avait pris la nationalité américaine.